# Egra
Egra è una suddivisione dell'India, classificata come municipality, di 25.180 abitanti, situata nel distretto di Midnapore Est, nello stato federato del Bengala Occidentale. In base al numero di abitanti la città rientra nella classe III (da 20.000 a 49.999 persone).

## Geografia fisica
La città è situata a 21° 53' 60 N e 87° 31' 60 E e ha un'altitudine di 10 m s.l.m..

## Società

### Evoluzione demografica
Al censimento del 2001 la popolazione di Egra assommava a 25.180 persone, delle quali 12.856 maschi e 12.324 femmine. I bambini di età inferiore o uguale ai sei anni assommavano a 3.217, dei quali 1.591 maschi e 1.626 femmine. Infine, coloro che erano in grado di saper almeno leggere e scrivere erano 17.427, dei quali 9.874 maschi e 7.553 femmine.